# Terell Stafford

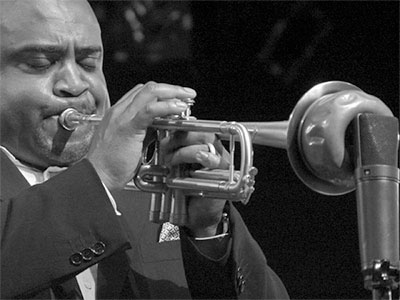
Terell Stafford in Aarhus, 2012

Terell Lamark Stafford (Miami, 25 november 1966) is een Amerikaanse jazz-trompettist en -bugelist.
Stafford, die opgroeide in Chicago en Silver Spring, begon op zijn dertiende trompet te spelen. Hij begon eigenlijk als klassiek trompettist. In 1988 studeerde hij af aan de University of Maryland (muziekpedagogie), tijdens zijn studie speelde hij in de jazzband van de universiteit. In 1993 haalde hij een graad aan Rutgers University (klassieke trompet). 
In 1990 werd hij trompettist in de hardbop-groep 'Horizon' van Bobby Watson, waar hij vijf jaar actief was. Hij speelde hiermee onder andere op het North Sea Jazz Festival (1994) en de "Tonight Show" van Jay Leno (met Branford Marsalis), tevens nam hij met de groep drie albums op. Hij speelde in het kwintet van zangeres Shirley Scott en (dankzij Scott) in de huisband van Bill Cosby's show "You Bet Your Life". Daarnaast was hij actief in onder andere de Latin-All Star-band van pianist McCoy Tyner, de bands van Kenny Barron, Benny Golson,  Frank Wess en Jimmy Heath (waaronder diens bigband) en het orkest van Jon Faddis. In 1995 verscheen bij Candid Records zijn eerste album als leider. 
Hij is momenteel lid van het Vanguard Jazz Orchestra en het kwintet van de Clayton Brothers (de groep van Jeff en John Clayton). Hij werkt zelf met een eigen kwintet. Hij is managing and artistic director van het Jazz Orchestra of Philadelphia. Verder is hij actief in het onderwijs: hij is onder meer hoofd van de afdeling 'jazz studies' van Temple University.
Stafford speelde mee op meer dan 130 platen (2015), van onder meer zijn echtgenote Melissa Walker en Diana Krall.

## Discografie (selectie)
- Time To Let Go, Candid, 1995 ('Albumpick' Allmusic.com)
- Centripetal Force, Candid, 1996
- Fields of Gold, Nagel-Heyer Records, 1999
- New Beginnings, Maxjazz, 2003
- Taking Chances: Live at the Dakota, Maxjazz, 2005
- This Side of Strayhorn, Maxjazz, 2011